# Frontier Vengeance
Pour plus de détails, voir Fiche technique et Distribution.
Frontier Vengeance est un film américain réalisé par George Sherman et Nate Watt, sorti en 1940.

## Fiche technique
- Titre : Frontier Vengeance
- Réalisation : George Sherman et Nate Watt
- Scénario : Bennett Cohen (en) et Barry Shipman (en)
- Photographie : Reggie Lanning
- Montage : Edward Mann
- Pays de production : États-Unis
- Format : Noir et blanc - 1,37:1
- Genre : western
- Durée : 58 minutes
- Date de sortie : 1940

## Distribution
- Donald Barry : Jim Sanders
- Betty Moran : Ruth Hunter
- George Offerman Jr. : Clay Blackburn
- Ivan Miller : Frank Blackburn
- Obed 'Dad' Pickard : Rocky
- Cindy Walker : Cindy
- Kenneth MacDonald (en) : Slash
- Griff Barnett : Joel Hunter
- Yakima Canutt : Zack
- Jack Lawrence : Moyer
- Matty Roubert (en) : Pinto
- Fred Toones : Snowflake